# Exetastes longipes
Exetastes longipes is een vliesvleugelig insect (orde Hymenoptera) uit de familie van de gewone sluipwespen (Ichneumonidae). De wetenschappelijke naam van de soort werd in 1878 als Campoplex longipes gepubliceerd door Frederick Smith voor een soort die werd verzameld in Kasjmir.

## Homoniemen
Voor Exetastes longipes Uchida, 1928 zie Exetastes crousae Kittel, 2016